# توماس جوردان (كرة سلة)
توماس جوردان (بالإنجليزية: Thomas Jordan)‏ مواليد 23 مايو 1968 في بالتيمور، هو لاعب كرة سلة أمريكي سابق. بدأ مسيرته الاحترافية في سنة 1988. يبلغ طوله 6 قدم 10 بوصة (2.1 م). اعتزل اللعب في 2003.

## المسيرة الاحترافية
لعب مع أسوسيان ديبورتيفا أتيناس في الدوري الأرجنتيني في موسم 1989–1990، ثم لعب مع نادي إيه إي كي لكرة السلة من سنة 1990 إلى 1992، ثم لعب مع نادي جرانوليريس لكرة السلة في الدوري الإسباني في موسم 1992–1993، ثم لعب مع فيلادلفيا سفنتي سيكسرز في موسم 1992–93 ، ثم لعب مع أولمبيا ميلانو في الدوري الإيطالي في سنة 1993، ثم لعب مع نادي سرقسطة لكرة السلة في الدوري الإسباني في موسم 1993–1994.

## روابط خارجية
- توماس جوردان على موقع إن بي أي (الإنجليزية)
- توماس جوردان على موقع سبورتس رفرنس (الإنجليزية)
- توماس جوردان على موقع الدوري الإسباني لكرة السلة (الإسبانية)
- توماس جوردان على موقع كرة السلة الأوروبية.كوم (الإنجليزية)
- توماس جوردان على موقع كلية كرة السلة في سبورتس رفرنس.كوم (الإنجليزية)
- توماس جوردان على موقع ريلجم (الإنجليزية)
- توماس جوردان على موقع بروبوليرز (الإنجليزية)
- توماس جوردان على موقع سبورتس رفرنس (الإنجليزية)